# Soy Porque Somos
Soy Porque Somos (SPS) est un mouvement politique colombien de gauche, d'origine afro-colombienne fondé le 21 juillet 2021, transformé en parti politique à partir de décembre 2023.
C'est l'un des partis qui compose le Pacte historique, une coalition politique qui a conduit Gustavo Petro à la présidence. La vice-présidente de la Colombie, Francia Márquez, est la fondatrice et la dirigeante du parti.
Le parti promeut des idées comme la justice sociale et économique, de genre, raciale et environnementale, la protection des droits de l'homme.

## Historique

### Pacte historique et candidature de Francia Márquez
Le 21 juillet 2021, dans un acte public dans la municipalité de Santander de Quilichao, le mouvement Soy Porque Somos est officiellement lancé, dans le but de soutenir la candidature présidentielle de Francia Márquez, et la participation du mouvement à la coalition du Pacte historique est également annoncée par Gustavo Petro. Márquez participe à la consultation interpartis de la coalition, dans laquelle le vainqueur serait le seul candidat présidentiel du Pacte, il a également été suggéré que la deuxième candidature la plus votée soit nommée à la vice-présidence, bien que cela n'ait pas été formellement convenu.
Le mouvement avait besoin de recueillir des signatures pour enregistrer sa candidature présidentielle, mais les signatures obtenues étaient insuffisantes, de sorte que le mouvement a dû chercher l'aval d'un autre parti politique appartenant au Pacte historique qui avait un statut légal devant le Conseil national électoral. Ils ont ensuite obtenu l'accord du parti des Autorités indigène de Colombie (es) et plus tard celui du Polo Democrático Alternativo,.
En janvier 2022, lors de la campagne pour les élections législatives de mars, le mouvement était en pourparlers pour savoir s'il devait ou non poursuivre son alliance au sein du Pacte historique, en raison de l'échec de la coalition à les inclure dans les 20 premières places de la liste fermée pour le Sénat. Le mouvement a décidé de rester dans la coalition, mais les deux candidats placés en position défavorable, Carlos Reyes et María Vicenta Moreno, ont démissionné de la liste,.
Le mouvement a présenté trois candidats à la Chambre des représentants pour la circonscription spéciale des communautés noires lors des élections législatives de 2022, il s'agissait d'Ali Bantú Ashanti, Ariel Rossebel Palacios et Idalmy Minota Terán, mais aucun n'a été élu.

### Candidature à la présidentielle commune de Márquez et Petro

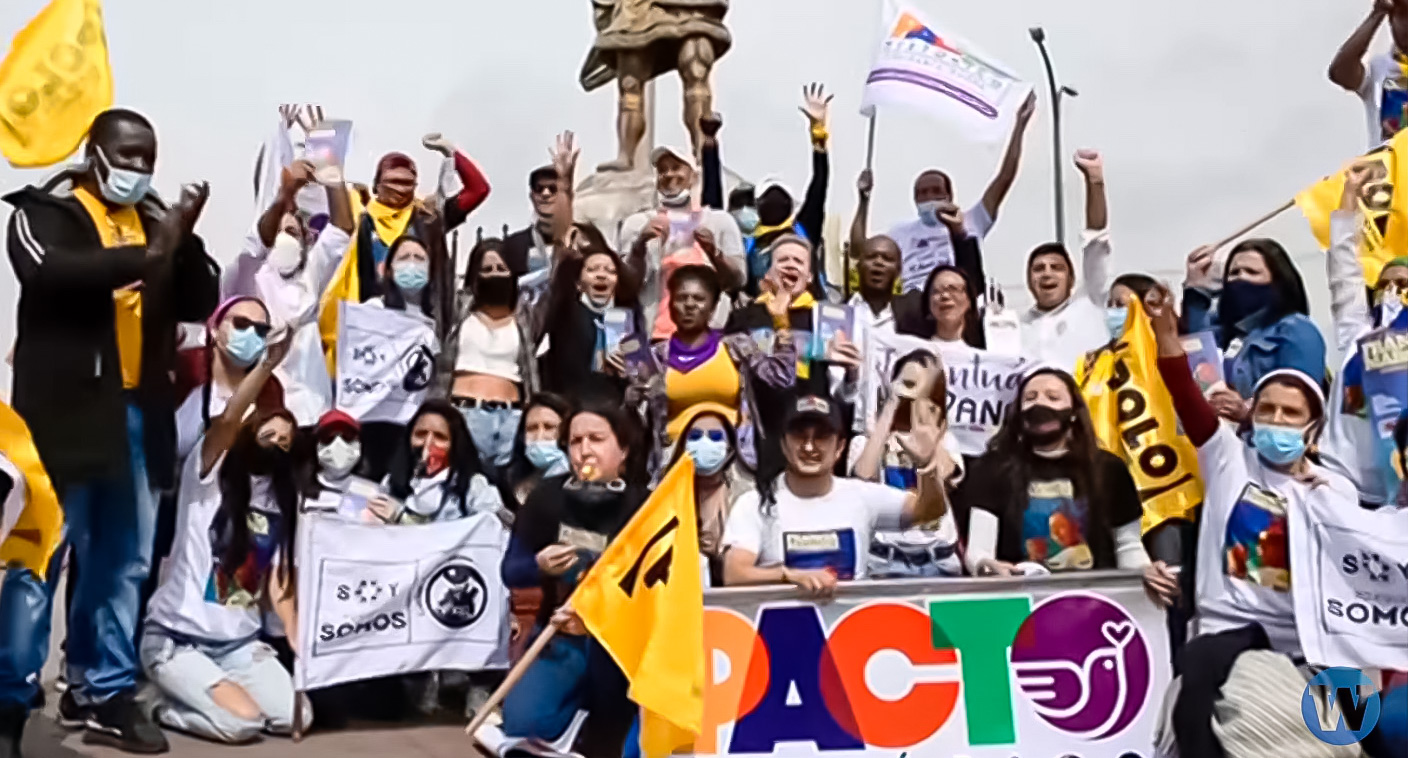
Francia Márquez accompagnée de militants de Soy Porque Somos et du PDA, pendant la campagne présidentielle de 2022.

Lors des élections législatives, les consultations interpartis interne du Pacte historique s'est tenue. Francia Márquez est arrivée deuxième dans la consultation de la coalition derrière Gustavo Petro et a été considérée comme la surprise des élections, obtenant plus de 700 000 voix. 9 jours plus tard, elle a été officiellement annoncée comme candidate vice-présidente de la coalition aux côtés de Petro.
Au premier tour de l'élection présidentielle de 2022 le 29 mai 2022, ils parviennent à la première place avec plus de 8 millions 500 mille voix, leur donnant le pas vers le deuxième tour électoral qui se disputera le 19 juin. Au second tour, avec plus de 11 millions de voix, ils ont battu la candidature de Rodolfo Hernández et Marelen Castillo. Francia Márquez assume la vice-présidence le 7 août 2022.

### Représentation au gouvernement
Lors de la jonction entre le gouvernement entrant de Gustavo Petro et le gouvernement sortant d'Iván Duque, le mouvement était représenté par Aurora Vergara, une universitaire qui est directrice du Centre d'études afrodiasporiques (CEAF).
La philosophe Irene Vélez Torres de l'Université de Valle, très proche de Francia Márquez et du mouvement Soy Porque Somos a créé un débat, en raison de la rumeur de sa possible nomination comme ministre de la Science et de la Technologie en raison de l'approche du mouvement et de Vélez Torres sur la « science hégémonique », une position qui a été critiquée par certains scientifiques tel que Moisés Wasserman.
Le mouvement est de facto représenté au gouvernement par Francia Márquez, vice-présidente et future ministre de l'Égalité et de la Femme. Le 5 août 2022, le ministre de l'Éducation Alejandro Gaviria annonce la nomination de l'universitaire  Aurora Vergara comme vice-ministre de l'Enseignement supérieur, et membre du mouvement.
Le 6 août 2022, Gustavo Petro annonce la nomination de la philosophe Irene Vélez Torres en tant que ministre des Mines et de l'Énergie.

#### Ministres du gouvernement
| Image | Fonction | Nom                |
| ----- | --- | ------------------ |
|       | Vice-présidente Ministre de l'Égalité et de la Femme                                                                         | Francia Márquez    |
|       | Ministre des Mines et de l'Énergie                                                                                           | Irene Vélez Torres |
|       | Ministre de l'Éducation nationale (depuis février 2023) Vice-ministre de l'Enseignement supérieur (août 2022 - février 2023) | Aurora Vergara     |

## Résultats électoraux

### Élections présidentielles
| Année | Candidats     | Candidats       | 1er tour  | 1er tour | 2d tour    | 2d tour | Résultats |
| Année | Président     | Vice-présidente | Voix      | %        | Voix       | %       | Résultats |
| ----- | ------------- | --------------- | --------- | -------- | ---------- | ------- | --------- |
| 2022  | Gustavo Petro | Francia Márquez | 8 541 617 | 40,34    | 11 291 986 | 50,44   | Élu       |

### Élections législatives
| Chambre des représentants | Chambre des représentants | Chambre des représentants | Chambre des représentants | Chambre des représentants |
| Année                     | Voix                      | %                         | Sièges                    |                           |
| ------------------------- | ------------------------- | ------------------------- | ------------------------- | ------------------------- |
| 2022                      | 24 085                    | 5,05%                     | 0 / 188                   |                           |